# Madeleine Linke

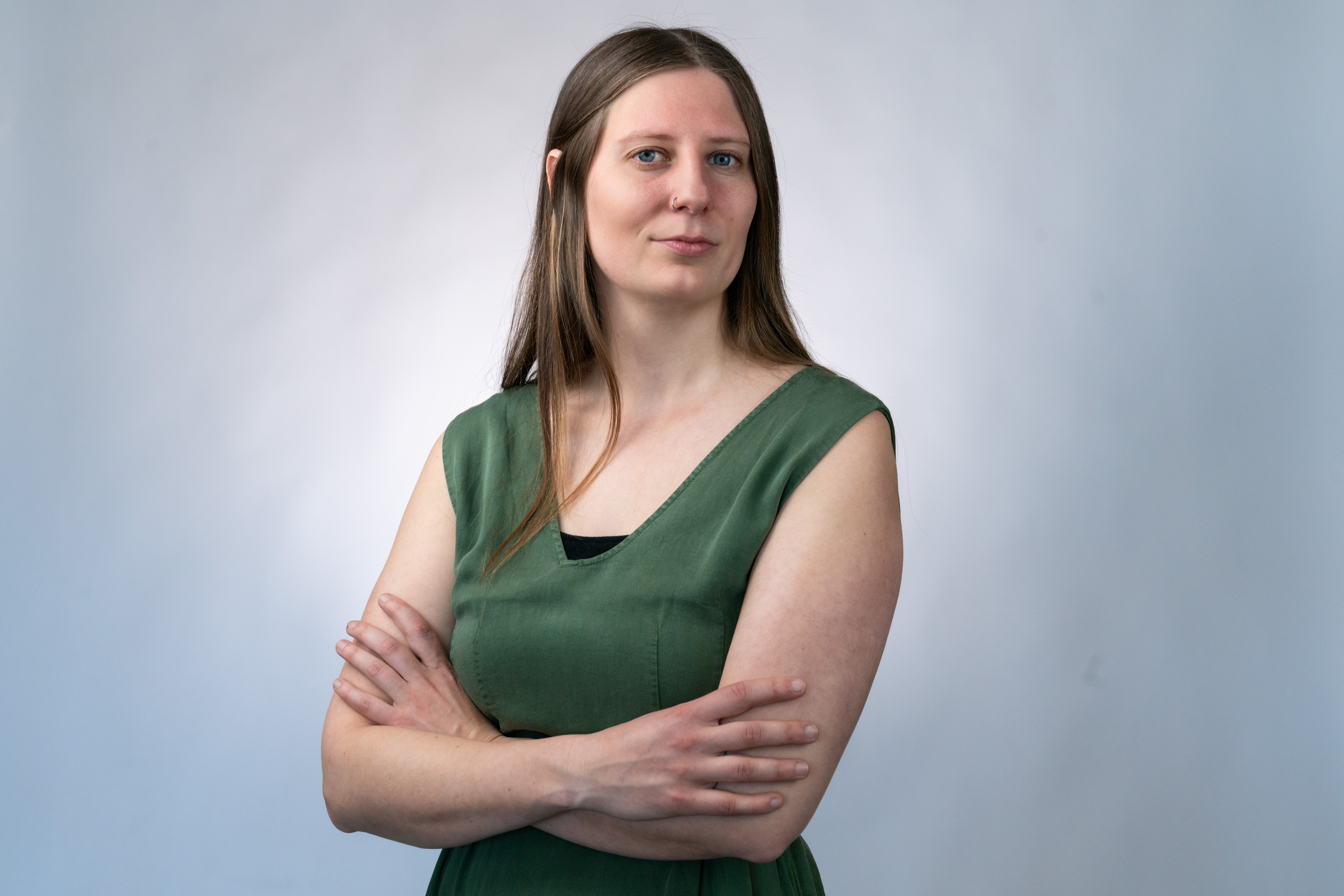
Madeleine Linke (2021)

Madeleine Linke (* 14. Oktober 1992 in Goslar) ist eine deutsche Politikerin (Bündnis 90/Die Grünen). Sie war von November 2021 bis Mai 2025 Co-Vorsitzende von Bündnis 90/Die Grünen Sachsen-Anhalt.

## Leben und Beruf
Aufgewachsen in Wipshausen legte Linke ihr Abitur 2011 in Peine ab. Nach ihrem Schulabschluss absolvierte Linke den 3030 km langen Te Araroa Trail in Neuseeland. Von 2012 bis 2016 studierte sie Maschinenbau an der Otto-von-Guericke-Universität Magdeburg mit dem Abschluss Bachelor und absolvierte von 2016 bis 2019 ebendort den Masterstudiengang Nachhaltige Energiesysteme.
Seit 2019 ist sie wissenschaftliche Mitarbeiterin am Institut für Logistik und Materialflusstechnik der Otto-von-Guericke-Universität Magdeburg.
Madeleine Linke ist verheiratet und hat einen 2022 geborenen Sohn. Die Familie lebt in Magdeburg.

## Politik
Madeleine Linke trat 2018 in die Partei Bündnis 90/Die Grünen ein. Am 27. November 2021 wurde sie gemeinsam mit Dennis Helmich zur Co-Vorsitzenden von Bündnis 90/Die Grünen Sachsen-Anhalt gewählt. Bei der Wahl des Landesvorstands am 17. Mai 2025 trat sie nicht erneut an.
Seit 2019 ist sie Mitglied des Stadtrates der Landeshauptstadt Magdeburg und dort gemeinsam mit Olaf Meister Co-Vorsitzende einer gemeinsamen Fraktion bestehend aus Bündnis 90/Die Grünen und der Lokalpartei Future!.
Bei der Landtagswahl in Sachsen-Anhalt 2021 kandidierte sie als Direktkandidatin im Landtagswahlkreis Magdeburg II und auf Platz 7 der Landesliste von Bündnis 90/Die Grünen. Sie verpasste bei einem Ergebnis von 15,9 % der Erststimmen als Zweitplatzierte das Direktmandat und konnte auch über die Landesliste nicht in den Landtag von Sachsen-Anhalt einziehen.

## Sonstiges Engagement
Linke ist Mitglied in den Aufsichtsräten der Magdeburger Verkehrsbetriebe, der Wohnungsbaugesellschaft Magdeburg mbH und der Helionat eG.
Als Mitglied des ADFC ist sie als Fahrradaktivistin aktiv und nimmt in Magdeburg regelmäßig an Crictical-Mass-Aktionen teil.